# Hotel Excelsior (Lido di Venezia)

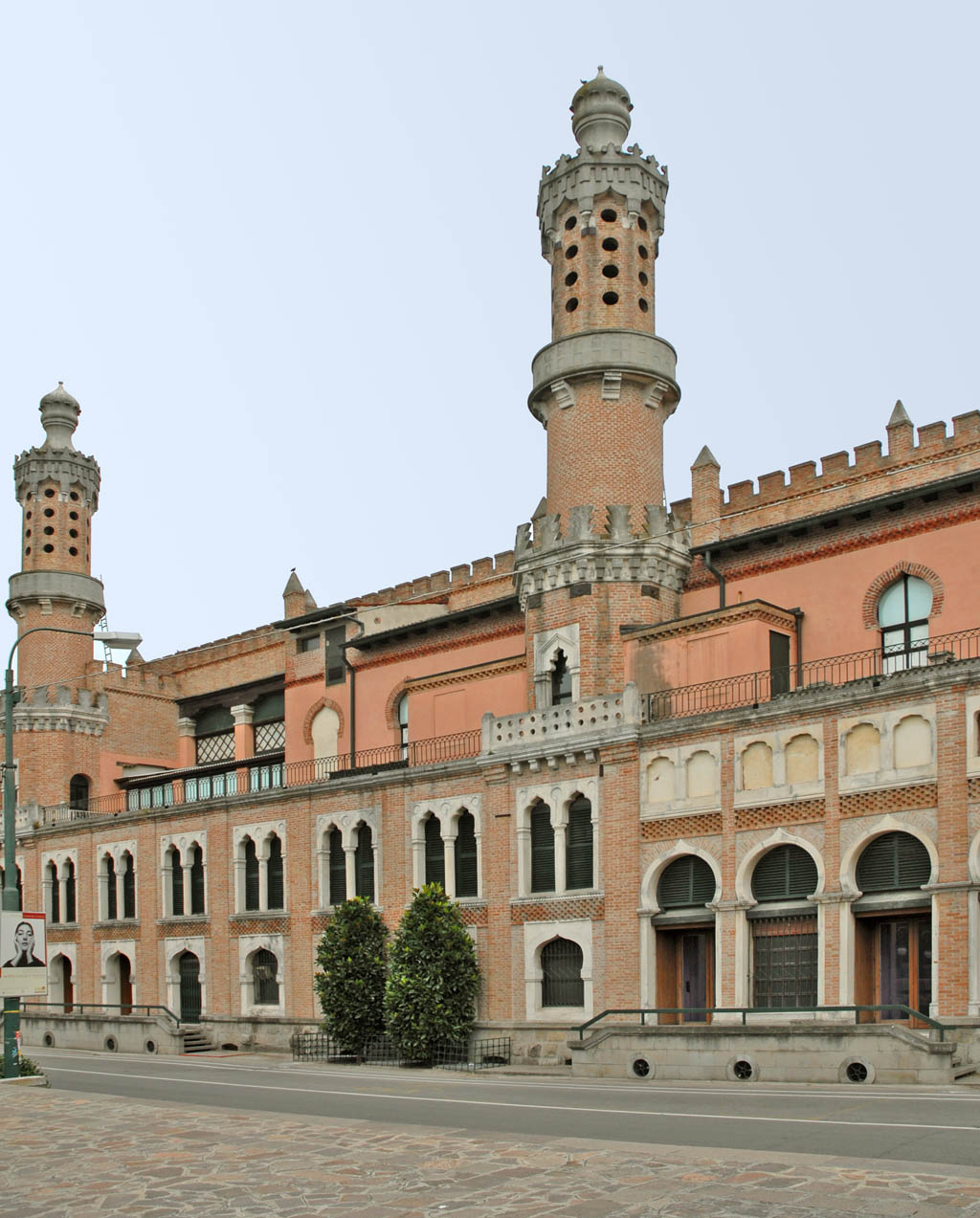
Facciata occidentale dell'Hotel Excelsior

L'Hotel Excelsior è un albergo situato lungo la spiaggia del Lido di Venezia.
Frutto della cultura eclettica dell'architetto Giovanni Sardi, l'Hotel Excelsior è un edificio maestoso sul litorale del Lido di Venezia, dotato delle attrezzature alberghiere più moderne per l'epoca. La realizzazione delle decorazioni interne ha visto impegnati numerosi artisti, tra i quali Umberto Bellotto, maestro del vetro e del ferro battuto. 
Rispetto all'edificio inaugurato nel 1908, l'Excelsior si presenta oggi diverso, a causa degli interventi subiti a partire dal 1914 e della presenza del cosiddetto "Palazzo del Mare”, che lo affianca echeggiandone lo stile.

## Storia

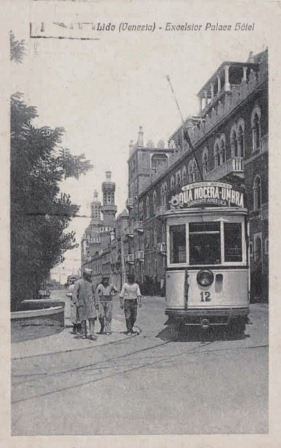
Un tram svolta davanti all'Hotel Excelsior

L'albergo venne costruito nel 1907 da Giovanni Sardi per conto della Compagnia Italiana Grandi Alberghi (CIGA), presso il lungomare Guglielmo Marconi. Il palazzo venne edificato in appena 17 mesi di lavori, grazie all'ostinazione del suo proprietario e uomo d'affari veneziano Nicolò Spada, e inaugurato il 21 luglio 1908 con una sfarzosa cerimonia, alla presenza di 3.000 invitati provenienti da tutto il mondo e di oltre 30.000 cittadini veneziani.
Nel giugno 1914, sulla terrazza al primo piano venne completata la Sala Stucchi in stile Luigi XVI. Il salone d'ingresso e i saloni interni assumeranno l'aspetto attuale solo dopo la devastante acqua alta del 1966, che causò notevoli danni agli edifici e alle strutture balneari. La realizzazione del Salone dei congressi, una delle prime strutture di questo tipo in un hotel di lusso, fu altresì determinante per la fama dell'albergo. Nel 1914 venne anche inaugurata l'esposizione degli artisti veneti "esclusi dalla Biennale", con opere di Guido Cadorin, Vittorio Zanetti Tassis, Bortolo Sacchi e molti altri. L'albergo era un importante polo mondano e culturale. Negli anni trenta la Mostra internazionale d'arte cinematografica e l'apertura della sede estiva del Casinò di Venezia aggiunsero valore e prestigio all'albergo Excelsior.
Tra gli ospiti più illustri dell'albergo, si ricordano Barbara Hutton, i principi di Liegi Paola e Alberto II del Belgio, l'attore Errol Flynn, Edoardo VIII del Regno Unito, il mecenate Charles de Beistegui e Winston Churchill, oltre alle innumerevoli stelle del cinema, protagoniste del festival di Venezia. Hedy Lamarr vi passò la sua prima notte durante il viaggio di nozze con Fritz Mandl.
Nel 1992 l'albergo è stato sottoposto a importanti lavori di restauro. Le camere che si affacciavano sulla strada sono state spostate all'interno dell'edificio, offrendo così la vista sul Cortile moresco, un superbo spazio interno che rievoca l'architettura moresca delle città andaluse, decorato con fontane, ruscelli e vegetazione.
Nel 1995 l'Hotel Excelsior è entrato a far parte della catena alberghiera Sheraton International, per poi passare nel 1998 sotto il marchio Westin.

## Descrizione

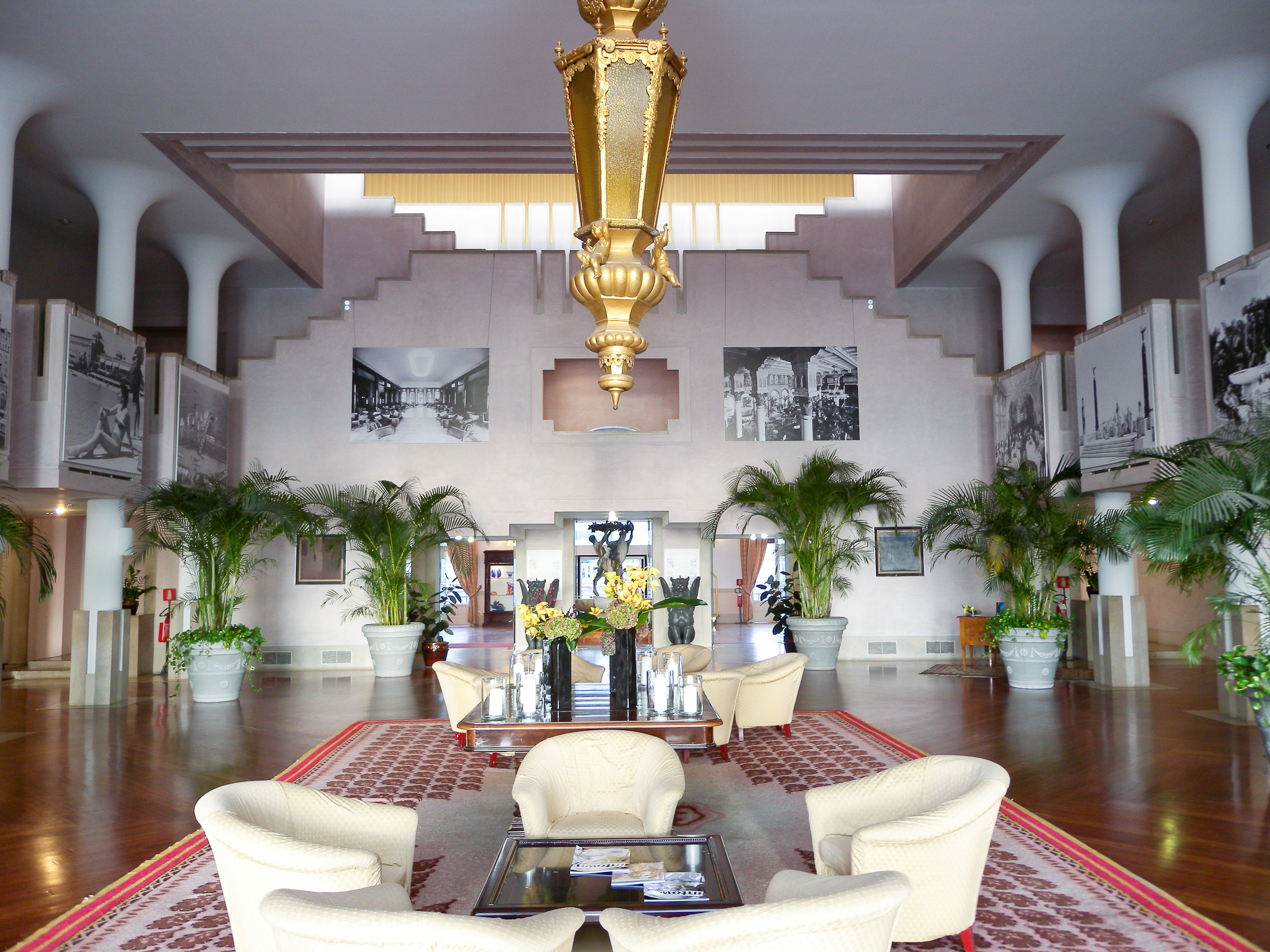
Salone d'ingresso

Il palazzo, con giardino, si sviluppa su 4 piani per un'altezza complessiva di 12 metri. Occupa una superficie di 7.318 m2 e un volume di 87.816 m3. 
Il progettista ha scelto uno stile eclettico, che include quelli medievale e arabesco, accanto ad altri stili. L'Hotel è il risultato dell'interpretazione orientale dello stile veneto-bizantino, con muri esterni in mattoni con finestre e cupole, archi sotto flessione, trifore, polifore, caditoie, altane, mosaici con sfondo dorato e torri.
I primi tre piani sono composti da 78 appartamenti, mentre il quarto, quinto e sesto piano da 120 stanze; il settimo piano è riservato al personale, con cinquantaquattro stanze; al piano terra ci sono quarantotto stanze. 
Alla realizzazione delle decorazioni interne hanno partecipato molti artisti, tra i quali Brosh, Carbonaro, Tarbulini, Castagnaro e Wolff, così come il maestro Umberto Bellotto, autore di alcune porte in stile liberty verso il Lido, di lampadari, della porta della banchina e di due lanterne all'ingresso.